# Uglašena riba
Uglašena riba (polno ime Kulturno umetniško društvo Uglašena riba) deluje v Celju od leta 2005 in se ukvarja z glasbo. Društvo deluje kot glasbena skupina, znana tudi pod imenom Tuned fish, glasbena šola in glasbeni studio.

## Glasbena skupina
Stalni člani so Srečko Erjavec, Peter Jeraj in Matevž Goršič. Ustvarjajo glasbo različnih žanrov, v osnovi pa igrajo jazz in šansone. Nastopajo predvsem v Celju in njegovi okolici. Na festivalu slovenskega šansona so leta 2010 zmagali s skladbo Magnolija.

## Glasbena šola
Matevž Goršič poučuje klaviature, Boštjan Leben kitaro, Alenka Goršič Ernst flavto, Urban Krč tolkala, Nuša Ofentavšek petje in Aljoša Jurkošek trobento.